# استفان یوهانسن
استفان یوهانسن (نروژی: Stefan Johansen؛ زادهٔ ۸ ژانویهٔ ۱۹۹۱) بازیکن فوتبال اهل نروژ است.
از باشگاه‌هایی که در آن بازی کرده است می‌توان به باشگاه فوتبال بوده/گلیمت، باشگاه فوتبال سلتیک، و باشگاه فوتبال فولام اشاره کرد.
وی همچنین در تیم‌های ملی فوتبال زیر ۲۱ سال نروژ، و نروژ بازی کرده است.